# Fancy Footwork
Fancy Footwork è in secondo album di inediti del duo elettrofunk canadese Chromeo, pubblicato il 19 giugno 2007 dalle etichette discografiche Vice, V2 e Backyard e distribuito dalla Universal.
L'album contiene undici tracce scritte dai Chromeo e prodotte dagli stessi insieme a un altro DJ canadese, Tiga.
Per la promozione del disco sono stati estratti i singoli Fancy Footwork, brano che ha dato il titolo all'intero album, Tenderoni e Bonafied Lovin.

## Tracce
CD (Vice Records 176252)
Testi e musiche di Chromeo.
1. Intro – 1:08
2. Tenderoni – 4:14
3. Fancy Footwork – 3:18
4. Bonafied Lovin (Tough Guys) – 4:32
5. My Girl Is Calling Me (A Liar) – 2:20
6. Outta Sight – 2:36
7. Opening Up (Ce soir on danse) – 4:58
8. Momma's Boy – 2:49
9. Call Me Up – 4:11
10. Waiting 4 U – 3:47
11. 100% – 6:00

Durata totale: 39:53